# 軍需省 (イギリス)
軍需省（ぐんじゅしょう 英: Ministry of Supply：略称MoS）とは、かつて存在したイギリスの政府機関である。英語名称の直訳で供給省と呼ばれることもある。

## 概要
軍への設備の供給を司っていた。1930年代のイギリスの外交政策に依り、1939年に設置された。
戦後、イギリス政府は、経済的な理由から人員削減を行っていたが、1959年に廃止され国防省へ吸収された。

## 歴代軍需大臣
| 名前                                           | 就任           | 退任           |
| ---------------------------------------------- | -------------- | -------------- |
| レスリー・ブーギン                             | 1939年7月14日  | 1940年5月12日  |
| ハーバート・モリソン                           | 1940年5月12日  | 1940年10月3日  |
| アンドリュー・ダンカン                         | 1940年10月3日  | 1941年6月29日  |
| 初代ビーヴァーブルック男爵マックス・エイトケン | 1941年6月29日  | 1942年2月4日   |
| アンドリュー・ダンカン                         | 1942年2月4日   | 1945年7月26日  |
| ジョン・ウィルモット                           | 1945年7月26日  | 1947年10月7日  |
| ジョージ・ストラウス                           | 1947年10月7日  | 1951年10月26日 |
| ダンカン・サンズ                               | 1951年10月31日 | 1954年10月18日 |
| セルウィン・ロイド                             | 1954年10月18日 | 1955年4月7日   |
| レジナルド・モードリング                       | 1955年4月7日   | 1957年1月16日  |
| オーブリー・ジョーンズ                         | 1957年1月16日  | 1959年10月22日 |

1. ↑  “英国・公的機関改革の最近の動向”.  内閣官房. 2020年7月2日閲覧。